# SMS Von der Tann
El SMS Von der Tann fue el primer crucero de batalla construido para la Marina Imperial alemana, así como el primer gran buque de guerra alemán impulsado por turbinas. En el momento de su construcción, el Von der Tann era el buque de guerra tipo acorazado más rápido a flote, capaz de alcanzar velocidades superiores a 27 nudos (50 km/h). Fue diseñado en respuesta a los cruceros de batalla británicos de la clase Invincible. Si bien el diseño alemán tenía cañones ligeramente más ligeros —280 mm, en comparación con el Mark X de 305 mm montado en los barcos británicos— el Von der Tann era más rápido y estaba significativamente mejor blindado. Además, sentó el precedente de los cruceros de batalla alemanes que llevaban blindajes mucho más pesados que sus equivalentes británicos, aunque a costa de armamento de menor calibre.
El Von der Tann participó en una serie de acciones de la flota durante la Primera Guerra Mundial, incluidos varios bombardeos de la costa inglesa. Estuvo presente en la batalla de Jutlandia, donde destruyó el crucero de batalla británico HMS Indefatigable en los primeros minutos del enfrentamiento. El Von der Tann fue alcanzado varias veces por proyectiles de gran calibre durante la batalla, y en un momento del enfrentamiento, la nave tenía todos los cañones de su batería principal fuera de acción debido a daños o mal funcionamiento. Sin embargo, el daño se reparó rápidamente y el barco regresó a la flota en dos meses.
Tras el final de la guerra en noviembre de 1918, el Von der Tann, junto con la mayor parte de la Flota de Alta Mar, fue internado en Scapa Flow en espera de una decisión de los Aliados sobre el destino de la flota. El barco encontró su fin en 1919 cuando las tripulaciones hundieron sus barcos para evitar su división entre las armadas aliadas. Finalmente, fue reflotado en 1930 y posteriormente desguazado en Rosyth entre 1931 y 1934.

## Desarrollo

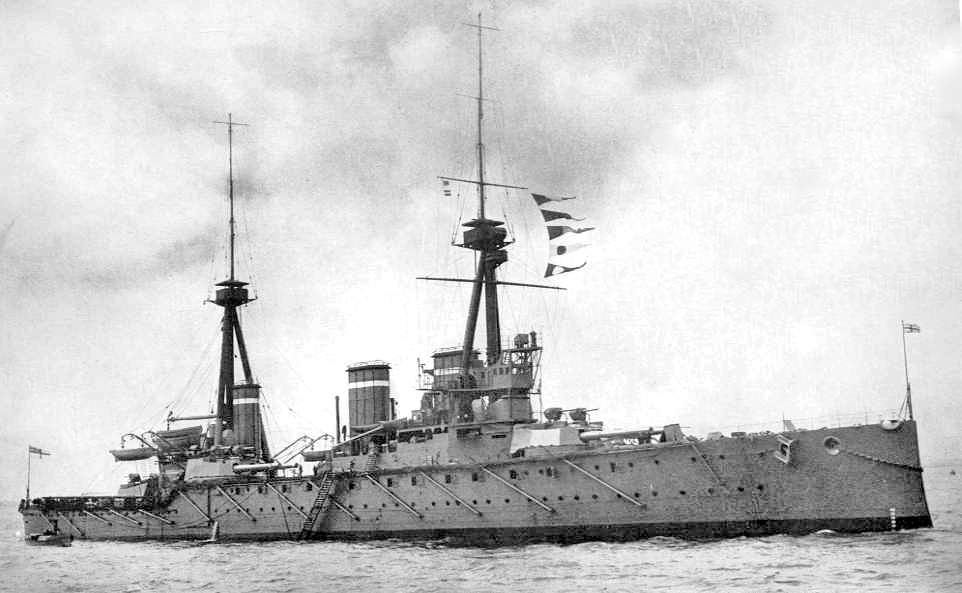
El HMS Invincible, uno de los cruceros de batalla de la clase Invincible que impulsó el diseño del Von der Tann.

El anterior diseño de gran crucero alemán, el Blücher, fue un aumento gradual con respecto a los crucero acorazados anteriores. Este estaba armado con doce cañones de 21 cm, pero la aparición de los cruceros de batalla británicos de la clase Invincible, que estaba armada con una batería principal de ocho cañones de 30.5 cm, superó al último crucero acorazado en términos de potencia de fuego, y en consecuencia, el gran crucero de 1907 tendría que tener un diseño completamente nuevo para contrarrestar los barcos británicos. El trabajo en el nuevo barco, denominado «Crucero F», comenzó en agosto de 1906; los requisitos básicos para este eran un armamento de ocho cañones de 28 cm con una batería secundaria de ocho cañones de 15 cm, junto con una velocidad mínima de 23 nudos (43 km/h). Entre los diseños preliminares había opciones que llevaban los cañones secundarios, ya sea en cuatro torretas de dos cañones o en casamatas en una batería central. La Oficina de Construcción, bajo el mando del constructor naval von Eickstedt, presentó una propuesta competitiva para un barco con seis cañones de 28 cm y una batería secundaria de cañones de 17 cm.
Los oficiales superiores no estuvieron de acuerdo sobre la función prevista del nuevo barco; el secretario de Estado del Reichsmarineamt (RMA—Oficina Naval Imperial), el almirante Alfred von Tirpitz, concibió el nuevo barco como una réplica de los Invincibles británicos, con cañones más pesados, blindaje más ligero y mayor velocidad con la intención de usarlo como un explorador de la flota y destruir los cruceros enemigos, además de que no tenía ninguna intención de utilizarlo en la línea de batalla principal. Sin embargo, el Káiser Guillermo II, junto con la mayoría de la RMA, estaba a favor de incorporar la nave a la línea de batalla después de que se hiciera el contacto inicial, que requería un blindaje mucho más pesado. La insistencia en la capacidad de luchar en la línea de batalla fue el resultado de la inferioridad numérica de la Flota alemana de Alta Mar frente a la Marina Real británica. Las propuestas iniciales sugirieron una batería principal de cañones de 30.5 a 34.3 cm, pero las limitaciones financieras requirieron el uso de armamento más pequeño y menos costoso. Las mismas torretas dobles de 28 cm que se desarrollaron para los dos últimos acorazados de la clase Nassau también se utilizaron para el «Crucero F».

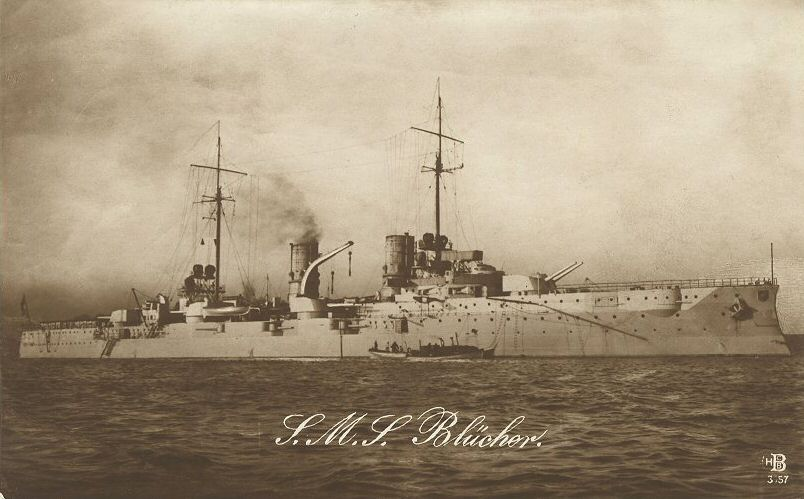
El Blücher, la respuesta alemana inicial a la clase Invincible.

En una conferencia en septiembre de 1906, se resolvieron muchos de los desacuerdos sobre el diseño del barco. Eickstedt, argumentó que dado que las pruebas de explosivos para los sistemas de protección propuestos para el nuevo crucero de batalla no se habían completado, la construcción debería posponerse para permitir cualquier alteración en el diseño, y que los cañones de calibre 21 cm o 24 cm serían suficientes para penetrar el blindaje de los nuevos cruceros de batalla británicos. Sin embargo, el almirante August von Heeringen, del Departamento General de Marina, declaró que para que el barco pudiera enfrentarse a acorazados, eran necesarios los cañones de 28 cm. El almirante Eduard von Capelle, subdirector de la RMA, declaró que, dependiendo de las pruebas del sistema de protección subacuático programadas para noviembre, la batería principal podría tener que reducirse en calibre para compensar el peso de cualquier mejora en el sistema protección que podría ser necesario realizar. No obstante, Tirpitz rechazó la idea de una reducción en el calibre, incluso si requería un mayor desplazamiento por encima de las 19 000 toneladas métricas.
A finales de septiembre, el personal de diseño había presentado tres diseños básicos al Káiser: el «1a», con dos torretas gemelas y cuatro torretas simples; el «2a», con cuatro torretas gemelas; y el «5a», con tres torretas gemelas y dos montajes simples, todas las variantes con sus cañones secundarios en una batería tipo casamata. El Káiser aprobó el «2a», que el personal de diseño continuó perfeccionando, y en consecuencia, produjeron el «2b», con la modificación en las torretas de las alas, que movieron a una disposición escalonada que proporcionaba una andanada de los ocho cañones (aunque los efectos de las explosiones severas lo impidieron en la práctica). Se tomó la decisión de cambiar de máquinas de vapor de triple expansión a turbinas de vapor para el sistema de propulsión, que aumentaría la velocidad a 24 nudos (44 km/h); esto produjo la variante «2a1»; las mejoras en el esquema de protección y los aumentos en los caballos de vapor diseñados dieron como resultado la versión final, «2c1».
El 22 de junio de 1907, el Káiser autorizó la construcción del «Crucero F», que se llamaría Von der Tann, en honor a Ludwig von und zu der Tann-Rathsamhausen, un general bávaro que luchó en la guerra franco-prusiana de 1870. El contrato se adjudicó al astillero Blohm & Voss en Hamburgo el 26 de septiembre de 1907. El barco costó 36 523 millones de marcos, un aumento del treinta y tres por ciento sobre el Blücher y una duplicación del precio del anterior crucero blindado, el Scharnhorst. Los importantes aumentos de precio provocaron importantes problemas para la flota alemana, ya que las leyes navales que regían el programa de construcción suponían que los precios se mantendrían bastante estables a lo largo del tiempo.

## Diseño

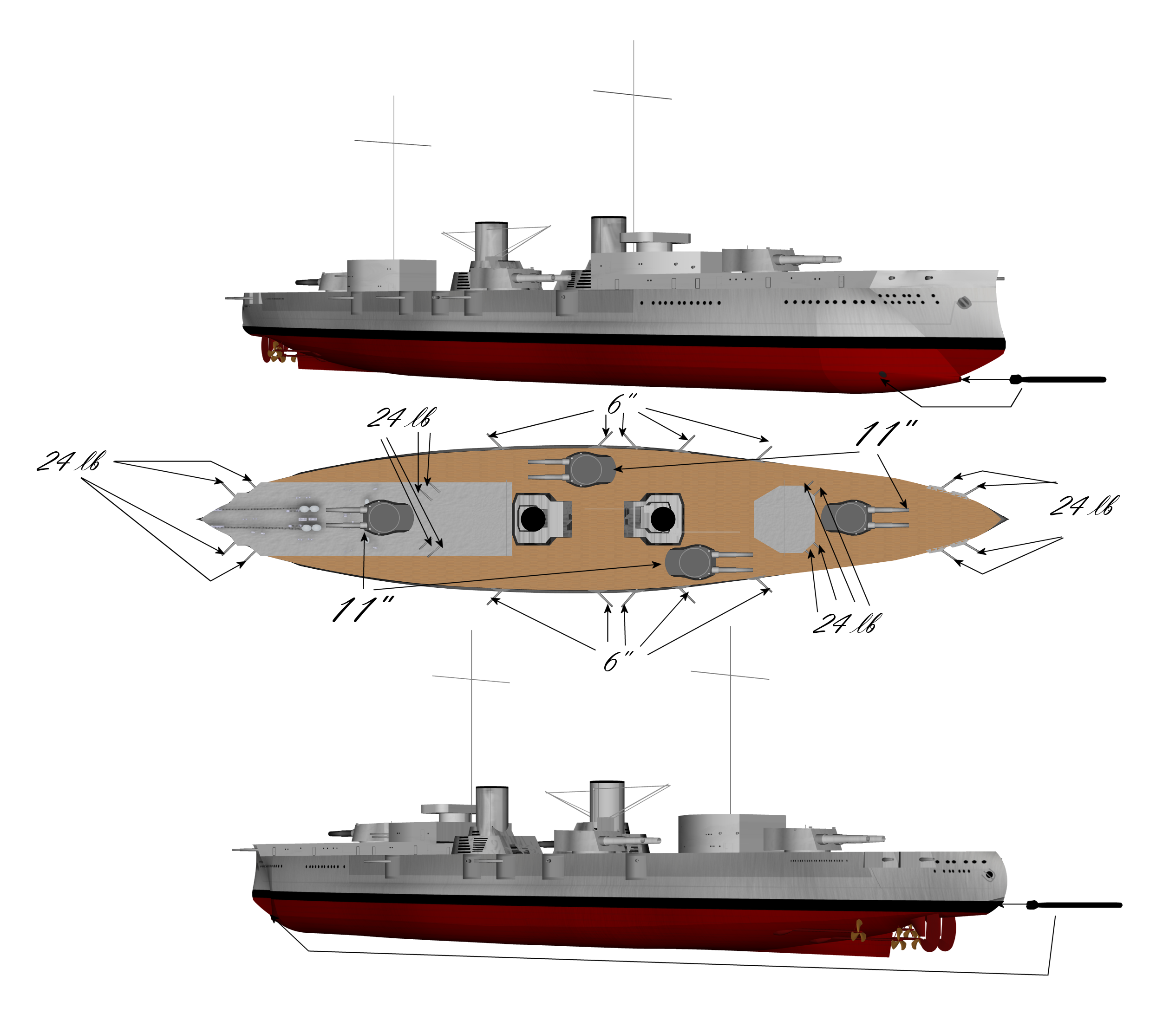
Representación computarizada del Von der Tann.

### Características generales
El Von der Tann tenía 171.5 m de longitud de línea de flotación y 171.7 m de eslora, 26.6 m de manga, que se aumentó a 27.17 m con la instalación de redes antitorpedos, 8.91 m de calado de proa y 9.17 m de popa, y desplazaba 19 370 toneladas métricas según lo diseñado y hasta 21 300 t a plena carga. Su casco estaba construido con armazones de acero transversales y longitudinales y estaba dividido en quince compartimentos estancos, con un doble casco que recorría el 75 por ciento de la longitud de este.
El barco tenía buena navegabilidad con movimientos ligeros, aunque tenía una leve tendencia a ir hacia el viento, y era difícil de controlar mientras navegaba en reversa. Con el timón presionado, perdía hasta un sesenta por ciento de velocidad y se inclinaba hasta ocho grados. Se instalaron tanques estabilizadores Frahm durante la construcción, pero demostraron ser ineficaces y solo se redujo el balanceo en un 33%. Posteriormente se agregaron quillas de balance para mejorar la estabilidad, y el espacio que se usaba anteriormente para los tanques estabilizadores se usó como almacenamiento adicional de combustible. El barco pudo transportar ciento ochenta toneladas de carbón adicionales en los tanques estabilizadores.
Los compartimentos de la tripulación del barco estaban dispuestos de manera que los oficiales se acomodaran en el castillo de proa, sin embargo esto resultó ser insatisfactorio y no se repitió en clases posteriores. El Von der Tann fue diseñado para equiparse con un mástil de celosía, pero el barco se completó con uno poste estándar. En 1914, se colocaron postes de avistamiento en los mástiles para observar la caída del fuego de artillería. En 1915, se llevaron a cabo pruebas de hidroaviones en el Von der Tann, y se adjuntó una grúa en la cubierta de la popa para levantar el hidroavión a bordo del barco. Además, el crucero de batalla había sido equipado originalmente con redes antitorpedo, pero estas fueron retiradas hacia finales de 1916.

### Maquinaria
El Von der Tann fue el primer gran buque de guerra alemán en utilizar turbinas de vapor. Su sistema de propulsión constaba de cuatro de estas, divididas en tres salas de máquinas, dispuestas en dos conjuntos: de alta presión, que accionaban los dos ejes exteriores, y de baja presión, que accionaban los dos ejes interiores, que impulsaban una hélice de tres palas de 3.6 m de diámetro. Dieciocho calderas de tubos de agua de dos extremos alimentadas con carbón divididas en cinco salas de calderas, que se canalizaron en dos chimeneas ampliamente espaciadas, una justo a popa del mástil de proa y la otra en el medio del barco, proporcionaban el vapor para las turbinas.
Sus motores tenían una potencia de 42 000 caballos de fuerza métrica (41 000 shp) para una velocidad máxima de 24 nudos (44 km/h), aunque en las pruebas de mar superó significativamente ambas cifras, alcanzando 79 007 caballos de fuerza métrica (77 926 shp) para 27.4 nudos. (50.7 km/h). En un caso, durante un crucero de Tenerife a Alemania, el barco promedió 27 nudos (50 km/h) durante un período prolongado y alcanzó una velocidad máxima de 28 nudos (52 km/h). En el momento de su lanzamiento, era el buque de guerra tipo dreadnought más rápido a flote. Tenía una capacidad de almacenamiento de carbón diseñada de 1000 t, pero a plena carga, podía transportar hasta 2600 t, lo que permitió un radio de crucero de 4400 millas náuticas (8100 km) a 14 nudos. La planta eléctrica del Von der Tann constaba de seis turbogeneradores que tenían una potencia total de 1200 kW a 225 voltios.
Como muchos barcos capitales alemanes, el Von der Tann tuvo problemas crónicos con el carbón, a menudo de baja calidad, disponible para las calderas del barco. Tras el final de la incursión en Scarborough, el comandante del Von der Tann, el capitán Max von Hahn, comentó que «la insuficiencia de nuestro carbón y sus propiedades de combustión dan como resultado densas nubes de humo que señalan nuestra presencia». Además, durante la batalla de Jutlandia, el barco no pudo mantener el fuego en todas sus calderas después de las 16:00, debido a la mala calidad del carbón. Muchos otros barcos alemanes sufrieron las mismas dificultades durante la batalla, incluidos el Derfflinger y el Seydlitz. Después de 1916, la combustión del carbón en las calderas se complementó rociando alquitrán de hulla sobre este, lo que mejoró la velocidad de combustión.

### Armamento

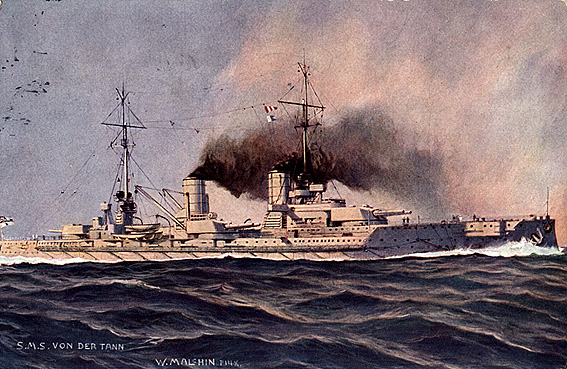
Ilustración del Von der Tann antes de la guerra.

El Von der Tann llevó ocho cañones SK L/45 de 28 cm, montados en cuatro torretas dobles: una en la proa, otra en la popa y dos en las alas dispuestas escalonadamente. Estos se colocaron en el montaje giratorio Drh.L C/1907, que funcionaba mediante energía eléctrica, mientras que las propias armas usaban sistemas hidráulicos para cambiar la elevación, con un máximo de hasta veinte grados, lo que permitía un alcance de 18 900 m, sin embargo esto se aumentó a 20 400 m gracias a un reacondicionamiento en 1915. Los cañones principales dispararon un proyectil perforante de blindaje de 302 kg con una velocidad de salida de 875 m/s; las principales cargas propelentes estaban encerradas en un cartucho de latón. Se almacenaron un total de 660 proyectiles en cuatro pañoles de munición, cada uno con 165 de estos. Las torretas de las alas estaban escalonadas de tal manera que los ocho cañones podían disparar de costado en un arco muy amplio.
A diferencia de sus contemporáneos británicos, el Von der Tann también llevaba una batería secundaria pesada, que constaba de diez cañones SK L/45 de 15 cm, en casamatas en montajes pivotantes MPL C/06, cada una con 150 proyectiles explosivos perforantes de blindaje. En el momento de la construcción, estos cañones podían disparar proyectiles de 45.3 kg a objetivos situados a una distancia de hasta 13 500 m; después del reacondicionamiento de 1915, su alcance máximo se amplió a 16 800 m. También estaba armado con dieciséis cañones SK L/45 de 8.8 cm, para defenderse de los torpederos y destructores, que también fueron emplazados en montajes pivotantes, del tipo MPL C/ 01-06, con un total de 3200 proyectiles para estos. Estos cañones dispararon un proyectil de 9 kg a una alta velocidad de 15 rondas por minuto, hasta un alcance de 10 694 m, que era bastante largo para un arma de menor calibre. A finales de 1916, tras los trabajos de reparación después los daños sufridos durante la batalla de Jutlandia, al Von der Tann le quitaron estos últimos cañones y soldaron las troneras, y en consecuencia, se instalaron dos cañones antiaéreos de 8.8 cm en la superestructura de popa.
Como era habitual en los buques capitales de la época, el Von der Tann estaba equipado con cuatro tubo lanzatorpedos de 45 cm, con un total de 11 torpedos, que estaban ubicados en la proa, la popa y dos en el costado. Los torpedos llevaban una ojiva de 110 kg y tenían un alcance efectivo de 2 km con una velocidad inicial de 32 kN (59 km/h), que tras recorrer 1.5 km (0.81 nmi), se convertía en 36 kN (67 km/h).

### Blindaje

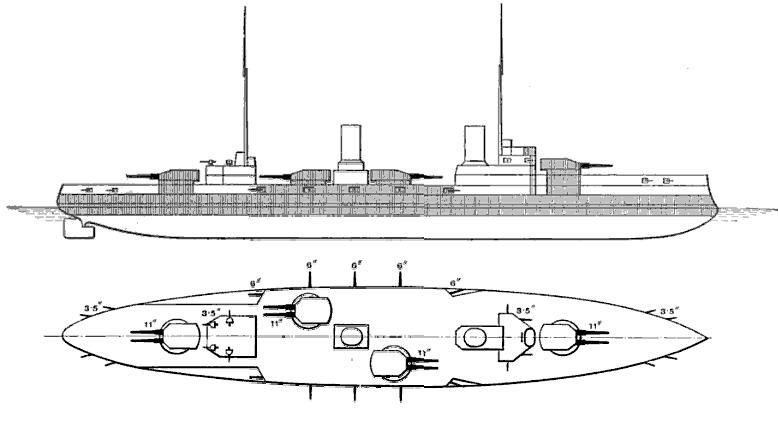
El Von der Tann descrito en el Brassey's Naval Annual en 1913; las áreas sombreadas representan la protección del blindaje.

Debido a que el Von der Tann fue diseñado para luchar en la línea de batalla, su blindaje era mucho más grueso que la de los cruceros de batalla británicos. Este pesaba más de 2000 toneladas más que la clase Infatigable, y usaba un 10% más de su peso para blindaje que cualquiera de sus eventuales oponentes en la batalla de Jutlandia.
El blindaje del Von der Tann consistía en acero Krupp cementado y niquelado. El blindaje del cinturón principal tenía 80-120 mm de espesor hacia adelante, 250 mm de espesor sobre la ciudadela del barco y 100 mm de espesor hacia atrás. La torre de mando delantera estaba protegida por 250 mm, mientras que la de popa por 200 mm. Las cuatro torretas tenían caras de 230 mm, lados de 180 mm y techos de 90 mm. El blindaje horizontal medía 25 mm y el de la cubierta en su parte inclinada tenía 50 mm de grosor. Al igual que el crucero blindado Blücher, estaba protegido por un mamparo de torpedos de 25 mm de espesor, colocado a una distancia de 4 metros del revestimiento exterior del casco, y el espacio intermedio se utilizó para almacenar carbón.

## Historial de servicio

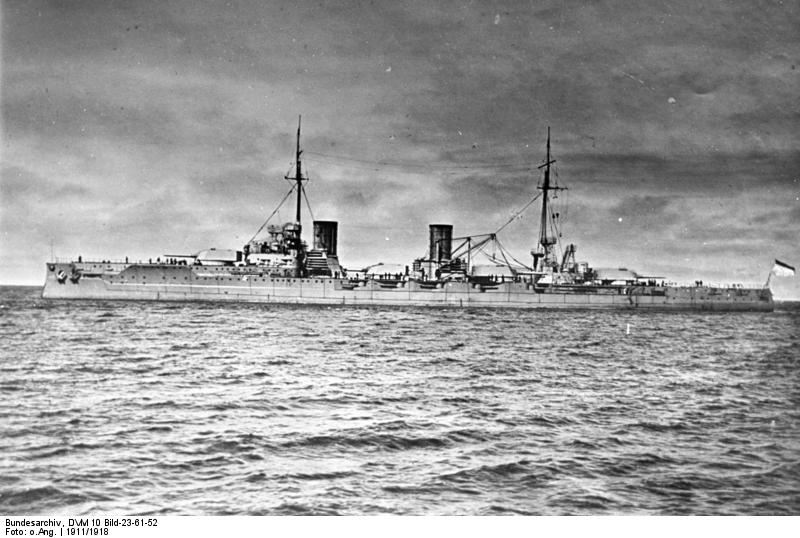
El Von der Tann en 1911.

La puesta de quilla del Von der Tann se realizó el 21 de marzo de 1908, y la botadura casi un año después, el 20 de marzo del 1909. El general Luitpold Freiherr von und zu der Tann-Rathsamhausen, sobrino del homónimo del barco y luego comandante del III Cuerpo Real de Baviera, bautizó el barco en la ceremonia de su botadura. En mayo de 1910, el Von der Tann zarpó del astillero Blohm & Voss en Hamburgo para recibir su acondicionamiento final en el Kaiserliche Werft (Astillero Imperial) en Kiel. La Armada alemana tenía una escasez crónica de tripulaciones en ese momento, por lo que los trabajadores del astillero tuvieron que llevar el barco a Kiel. El 1 de septiembre de 1910, el barco entró en servicio en la Armada alemana, con una tripulación compuesta en gran parte por hombres del acorazado Rheinland, de los que su primer capitán fue Robert Mischke. Durante las pruebas en el mar, alcanzó una velocidad media de 27 nudos (50 km/h) durante un período de seis horas, con una velocidad máxima de 28.124 nudos (52.086 km/h) con los motores a máxima potencia.
El 20 de febrero de 1911, el Von der Tann partió desde Alemania con dirección América del Sur después de realizar sus pruebas. Durante el camino, realizó una parada en las Islas Canarias, para posteriormente partir hacia el continente suramericano. Una vez allí, el 14 de marzo llegó a Río de Janeiro, Brasil, donde el presidente brasileño, Hermes Rodrigues da Fonseca, lo visitó antes de continuar hacia Itajaí el 23 de marzo junto con el crucero ligero alemán Bremen, que se encontraba por la zona. Desde allí, el 27 de marzo, continuó hacia Bahía Blanca, Argentina, donde mucha de su tripulación desembarcó para visitar la ciudad, y el 8 de abril partió hacia Bahía, Brasil, donde llegó seis días después. Desde allí, el 30 de marzo, Mischke y su personal realizaron una visita a Buenos Aires. Finalmente, el 17 de abril partió hacia Alemania y regresó a Wilhelmshaven el 6 de mayo. El objetivo principal del crucero era obtener contratos de armamento de países de América del Sur impresionándolos con lo que fue «ampliamente anunciado como el buque de guerra más rápido y poderoso que en ese entonces flotaba».
Dos días después de llegar al puerto, el Von der Tann se unió al I Grupo de Reconocimiento. En junio, navegó a Flesinga en los Países Bajos, donde embarcó al príncipe heredero Guillermo de Prusia y su esposa Cecilia para llevarlos a la coronación del rey Jorge V del Reino Unido. Las ceremonias incluyeron un desfile naval en Spithead que duró del 20 al 29 de junio, donde el Von der Tann representó a Alemania. El crucero de batalla luego llevó al príncipe heredero y a la princesa de regreso a Alemania. Regresó a las operaciones con la flota en agosto y, el 29 de septiembre, se convirtió en el buque insignia del I Grupo de Reconocimiento, por lo que reemplazó al Blücher en ese cargo. La unidad estaba en ese momento comandada por el vicealmirante Gustav Bachmann. En julio de 1912, mientras el Von der Tann se sometía a una revisión del motor, el nuevo crucero de batalla Moltke lo reemplazó como buque insignia. En septiembre de ese mismo año, Max Hahn reemplazó a Mischke como capitán del barco. Del 21 al 26 de ese mes, se desempeñó brevemente como buque insignia del subcomandante, el contralmirante Franz von Hipper. El 1 de octubre, el Von der Tann se convirtió en el buque insignia del 3.er Almirante de las Fuerzas de Reconocimiento, Felix Funke; el 1 de marzo de 1914, este último fue transferido al mando del III Escuadrón de Batalla y fue reemplazado por Arthur Tapken, quien pronto fue ascendido a contralmirante el 22.

### Primera Guerra Mundial

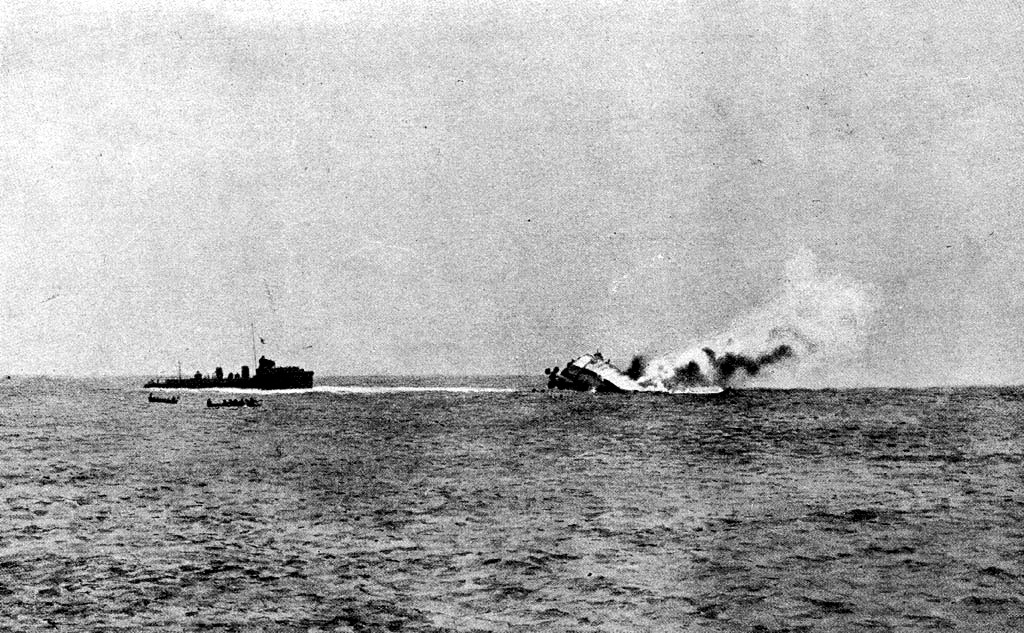
El SMS Mainz hundiéndose, con el destructor británico HMS Lurcher al lado, recogiendo supervivientes.

#### 1914
Tras el estallido de la Primera Guerra Mundial en julio de 1914, la primera gran salida del Von der Tann se produjo cuando participó en la búsqueda infructuosa de cruceros de batalla británicos, después de la batalla de la bahía de Heligoland, en agosto de 1914.  Durante la acción, el Von der Tann estaba estacionado en el camino de Wilhelmshaven, y se le ordenó a las 08:20 navegar a plena potencia para asistir a los cruceros alemanes bajo ataque en la bahía de Heligoland. A las 08:50, el contralmirante Hipper solicitó permiso al almirante von Ingenohl, comandante en jefe de la Flota de Alta Mar, para enviar al Von der Tann y al Moltke para mitigar a los asediados cruceros alemanes.
El Von der Tann estaba listo para zarpar a las 10:15, más de una hora antes de que los cruceros de batalla británicos llegaran a la escena. Sin embargo, el barco se retrasó debido a la marea baja, lo que impidió que los cruceros de batalla pudieran cruzar el banco de arena en la desembocadura de la bahía de Jade. A las 14:10, el Von der Tann y el Moltke pudieron cruzar la bahía del Jade, y Hipper ordenó a los cruceros ligeros alemanes que retrocedieran sobre los dos barcos pesados, mientras que el propio Hipper estaba aproximadamente una hora atrás en el crucero de batalla Seydlitz. A las 14:25, los cruceros ligeros restantes, el Strassburg, el Stettin, el Frauenlob, el Stralsund y el Ariadne, se reunieron con los cruceros de batalla, mientras que el Seydlitz llegó a la escena a las 15:10; el Ariadne sucumbió a los daños de la batalla y se hundió. Hipper se aventuró con cautela a buscar a los dos cruceros ligeros perdidos, el Mainz y el Köln. A las 16:00, la flotilla alemana comenzó a regresar a la bahía de Jade, y llegó aproximadamente a las 20:23.
Más tarde, ese mismo año, del 2 al 3 de noviembre, el Von der Tann estuvo presente en el bombardeo de Yarmouth. A las 16:30 del día 2, el Von der Tann, junto con el Seydlitz (el buque insignia de Hipper), el Moltke, el crucero blindado Blücher y los cuatro cruceros ligeros, el Strassburg, el Graudenz, el Kolberg y el Stralsund, partieron del estuario del Jade con destino a las costas inglesas con la intención de colocar campos de minas en las rutas marítimas británicas. A las 18:00, dos escuadrones de batalla acorazados de la Flota de Alta Mar partieron para brindar apoyo a la fuerza de Hipper, que viró hacia el norte en arco para evitar Heligoland y los submarinos británicos estacionados allí, y luego aumentó la velocidad a 18 nudos. Aproximadamente a las 06:30 de la mañana siguiente, los cruceros de batalla de Hipper vieron al dragaminas británico Halcyon y abrieron fuego, lo que llamó la atención del destructor Lively. Hipper se dio cuenta de que estaba perdiendo el tiempo, y que una persecución posterior llevaría a sus barcos a un campo minado conocido, por lo que ordenó que sus barcos regresaran al mar. Cuando la flotilla se alejaba, los cruceros de batalla dispararon varias salvas contra Great Yarmouth, con poco efecto. Para cuando el almirantazgo británico se dio cuenta de la situación, la fuerza alemana se había retirado a sus aguas de origen.

Disposición de la Flota de Alta Mar en la mañana del 16 de diciembre.

El Von der Tann también participó en la incursión de Scarborough, Hartlepool y Whitby, del 15 al 16 de diciembre. Esta acción fue otro intento de atraer a una parte de la Gran Flota y destruirla, con toda la Flota de Alta Mar en apoyo. El Von der Tann retrasó la incursión en sí varios días, porque el almirante Ingenohl no estaba dispuesto a enviar el I Grupo de Reconocimiento con menos de su fuerza completa, y el buque estaba realizando sus tareas rutinarias de mantenimiento a principios de diciembre. El I Grupo de Reconocimiento, junto con el II Grupo de Reconocimiento, compuesto por los cuatro cruceros ligeros, el Kolberg, el Strassburg, el Stralsund y el Graudenz, y dos flotillas de torpederos, partieron del Jade a las 03:20. Los barcos de Hipper navegaron hacia el norte, a través de los canales en los campos de minas, donde pasaron por Heligoland hasta el buque faro Horns Reef, momento en el que los barcos giraron hacia el oeste, hacia la costa inglesa. Los principales escuadrones de batalla de la Flota de Alta Mar partieron a última hora de la tarde del día 15, sin embargo, durante la noche de ese mismo día, el cuerpo principal de la Flota de Alta Mar se encontró con destructores británicos y, temiendo la perspectiva de un ataque nocturno con torpedos, el almirante Ingenohl ordenó a los barcos que se retiraran.
Al acercarse a la costa británica, los cruceros de batalla de Hipper se dividieron en dos grupos. El Seydlitz, el Moltke y el Blücher fueron al norte para bombardear a Hartlepool, mientras que el Von der Tann y el Derfflinger fueron al sur para bombardear a Scarborough y Whitby. Los dos barcos destruyeron las estaciones de guardacostas en ambas ciudades, junto con la estación de señalización en Whitby. A las 09:45 del día 16, los dos grupos se reunieron y comenzaron a retirarse hacia el este. Hipper no estaba al tanto de la retirada de Ingenohl y, tras el bombardeo de las ciudades objetivo, se volvió para reunirse con la flota alemana. Para entonces, los cruceros de batalla de David Beatty estaban en posición de bloquear la ruta de salida elegida por Hipper, mientras que otras fuerzas estaban en camino para completar el cerco. A las 12:25, los cruceros ligeros del II Grupo de Reconocimiento comenzaron a pasar las fuerzas británicas en busca de Hipper. Uno de los cruceros del 2.º Escuadrón de cruceros ligeros vio al Stralsund y le envió un informe a Beatty, y a las 12:30, este último giró sus cruceros de batalla hacia los barcos alemanes. Además, supuso que los cruceros alemanes eran la pantalla de avance de los barcos de Hipper, sin embargo, estaban a unos 50 km por delante. El 2.º Escuadrón de cruceros ligeros, que había estado buscando los barcos de Beatty, se separó para perseguir a los cruceros alemanes, pero una señal malinterpretada de los cruceros de batalla británicos los envió de regreso a sus posiciones de control. Esta confusión permitió a los cruceros ligeros alemanes escapar y alertar a Hipper sobre la ubicación de los cruceros de batalla británicos. Los cruceros de batalla alemanes giraron hacia el noreste de las fuerzas británicas y lograron escapar.

#### 1915-1916

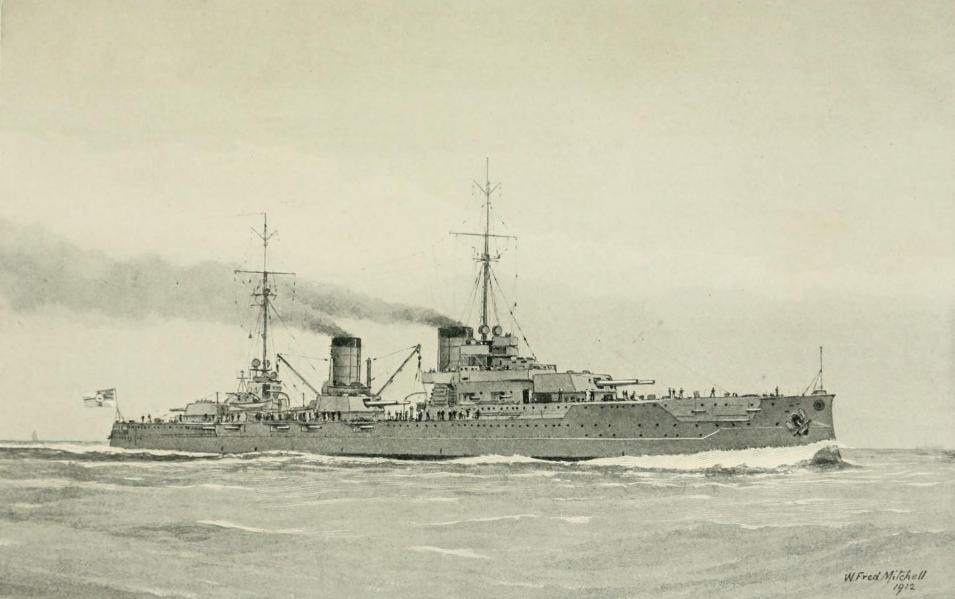
Ilustración del Von der Tann en marcha.

En el momento de la batalla del Banco Dogger, el Von der Tann estaba siendo reacondicionado, por lo que se perdió esta acción. Fue reemplazada por el crucero blindado Blücher, que durante la batalla se hundió junto con un destacamento de hombres del Von der Tann que había sido enviado con él. En 1915, el barco participó en operaciones en los mares del Norte y Báltico. El 10 de agosto de 1915, el Von der Tann bombardeó la fortaleza de la isla de Utö, en el Báltico oriental, durante el cual participó en un duelo de artillería con el crucero blindado ruso Almirante Makarov. El Von der Tann también se enfrentó al crucero blindado ruso Bayan y cinco destructores, acción durante la cual, fue impactado en la chimenea, sin recibir bajas en su dotación. Del 3 al 4 de febrero de 1916, el Von der Tann participó en el avance de la flota para dar la bienvenida a casa al Möwe, que se había dedicado a atacar las rutas comerciales inglesas, además que, ese mismo mes, Hans Zenker reemplazó a Hahn como comandante del crucero de batalla. El barco también estuvo presente durante las salidas de la flota del 5 al 7 de marzo, el 17 de abril, el 21 al 22 de abril y el 5 de mayo.
Von der Tann también participó en el bombardeo de Yarmouth y Lowestoft del 24 al 25 de abril. Hipper estaba de baja por enfermedad, por lo que los barcos alemanes estaban bajo el mando del almirante Friedrich Boedicker. Los cruceros de batalla alemanes Derfflinger, Lützow, Moltke, Seydlitz y Von der Tann abandonaron el estuario de Jade a las 10:55 del 24 de abril y fueron apoyados por una fuerza de pantalla de seis cruceros ligeros y dos flotillas de torpederos. Las unidades pesadas de la Flota de Alta Mar zarparon a las 13:40, con el objetivo de proporcionar apoyo a distancia a los barcos de Boedicker. El almirantazgo británico se enteró de la salida alemana a través de la interceptación de señales inalámbricas alemanas y desplegó la Gran Flota a las 15:50.
A las 14:00, los barcos de Boedicker llegaron a una posición frente a Norderney, momento en el que los giró hacia el norte para evitar a los observadores holandeses en la isla de Terschelling. A las 15:38, el Seydlitz chocó contra una mina, que abrió un agujero de 15 m en su casco, justo a popa del tubo lanzatorpedos de estribor, lo que permitió que entraran 1400 t de agua en el barco, y en consecuencia, dio media vuelta con la pantalla de cruceros ligeros, a una velocidad de 15 nudos. Los cuatro cruceros de batalla restantes giraron hacia el sur inmediatamente en dirección a Norderney para evitar más daños por minas. A las 16:00, el Seydlitz estaba libre de peligro inminente, por lo que el barco se detuvo para permitir el desembarco de Boedicker para que posteriormente el torpedero V28 lo llevase al Lützow.

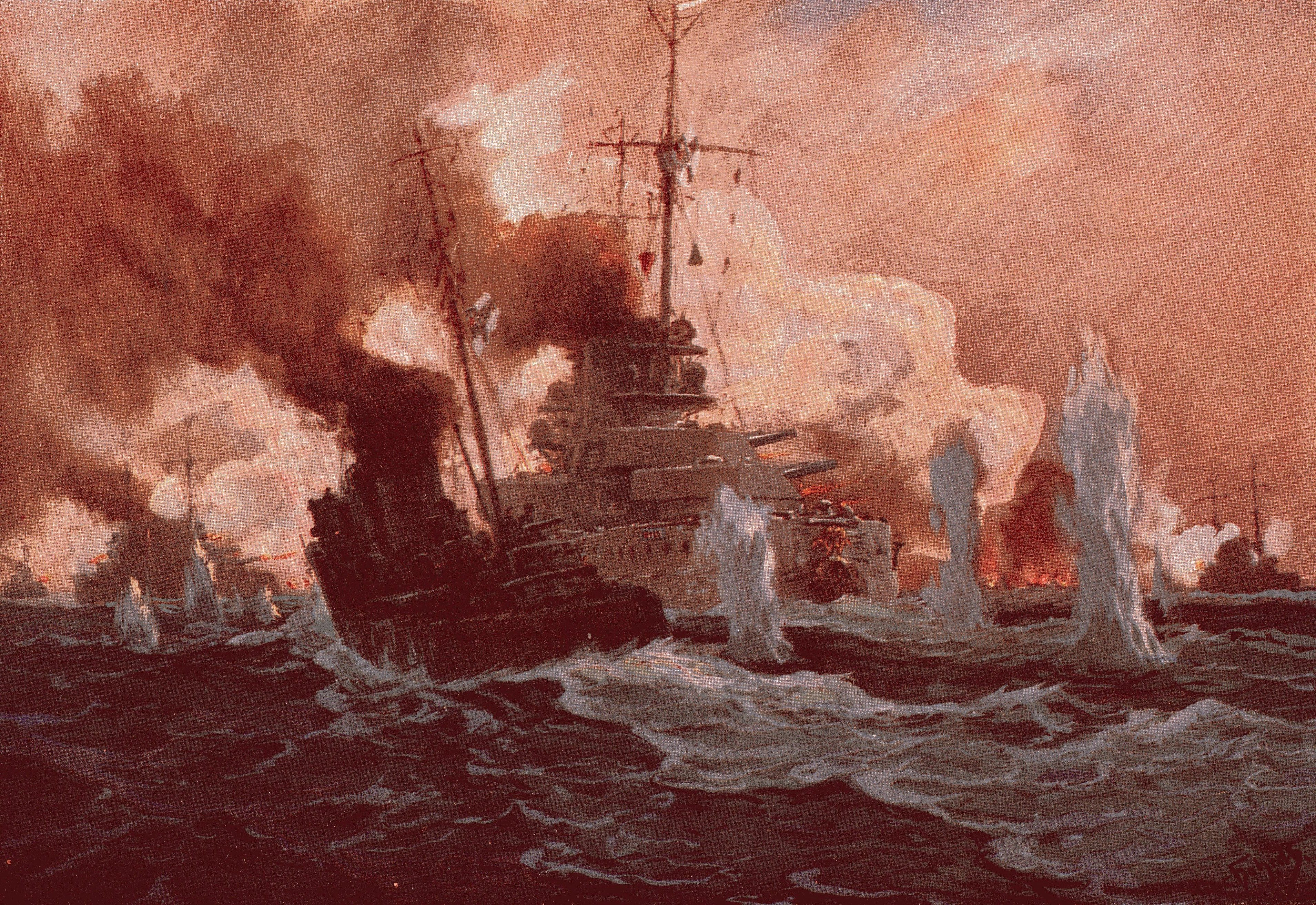
Los cruceros de batalla alemanes bombardeando Lowestoft.

A las 04:50 del 25 de abril, los cruceros de batalla alemanes se acercaban a Lowestoft cuando los cruceros ligeros Rostock y Elbing, que habían estado cubriendo el flanco sur, divisaron los cruceros ligeros y destructores de la Fuerza Harwich del almirante Tyrwhitt. Boedicker se negó a dejarse distraer por los barcos británicos y, en cambio, apuntó los cañones de sus barcos hacia Lowestoft, y en consecuencia, las dos baterías costeras de 15 cm fueron destruidas, junto con otros daños a la ciudad. Zenker escribió más tarde:

La niebla sobre el mar y el humo de los barcos delante de nosotros nos dificultaban distinguir nuestros objetivos mientras navegábamos hacia Lowestoft. Pero después de girar [hacia el norte], el Empire Hotel nos ofreció un amplio hito para un bombardeo efectivo. A las 05:11 abrimos fuego con nuestros calibres pesados y medios sobre las obras portuarias y puentes giratorios. Después de unos «disparos» el tiroteo fue bueno. Desde el puente posterior se informó de un incendio en la ciudad, y desde otro mirador se informó de una gran explosión en la entrada [al puerto].

A las 05:20, los asaltantes alemanes giraron hacia el norte, hacia Yarmouth, a donde llegaron a las 05:42. La visibilidad era tan pobre que los barcos alemanes dispararon una salva cada uno, con la excepción del Derfflinger, que disparó catorce disparos desde su batería principal. Los barcos alemanes volvieron hacia el sur y, a las 05:47, se encontraron por segunda vez con la Fuerza Harwich, que para entonces había sido atacada por los seis cruceros ligeros de la fuerza de pantalla. Los barcos de Boedicker abrieron fuego desde un rango de 12 000 m. Tyrwhitt inmediatamente dio la vuelta a sus barcos y huyó hacia el sur, pero no antes de que el crucero Conquest sufriera graves daños. Debido a los informes de submarinos británicos y ataques con torpedos, Boedicker interrumpió la persecución y se dirigió al este hacia la Flota de Alta Mar. En este punto, Scheer, que había sido advertido de la salida de la Gran Flota desde Scapa Flow, se volvió hacia Alemania.

#### Batalla de Jutlandia

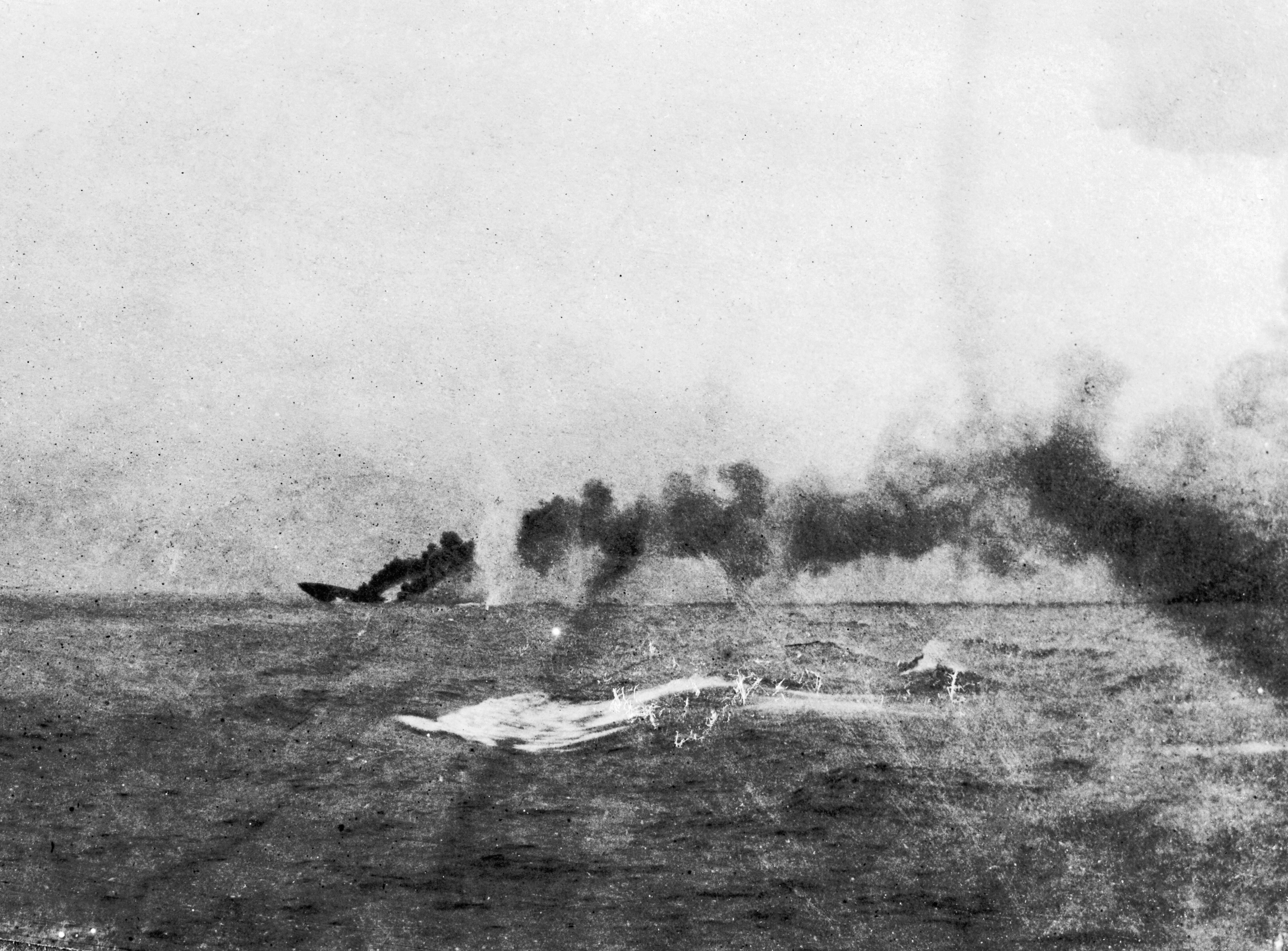
El HMS Infatigable hundiéndose tras haber sido alcanzado por proyectiles del Von der Tann.

El Von der Tann participó en la batalla de Jutlandia, como parte del I Grupo de Reconocimiento de Hipper, posicionado atrás del todo de los cinco cruceros de batalla en la línea de este. Poco antes de las 16:00 CET, del 31 de mayo de 1916, la fuerza de Hipper se encontró con el escuadrón de cruceros de batalla de Beatty. Los barcos alemanes fueron los primeros en abrir fuego, a un alcance de aproximadamente 14 000 m, y a las 16:49, el Von der Tann disparó su primer tiro al Indefatigable. Catorce minutos después de disparar, el Von der Tann había impactado cinco de los cincuenta y dos disparos de proyectiles pesados en el Indefatigable, uno de los cuales provocó que este explotara y se hundiera. Un observador en el crucero de batalla New Zealand, que estaba directamente delante del Indefatigable, comentó más tarde que vio «este último barco siendo alcanzado por dos proyectiles del Von der Tann, uno en la torreta de proa. Ambos parecieron explotar con el impacto. Después de un intervalo de treinta segundos, la nave estalló. Las llamas fueron seguidas por un denso humo que la ocultó de la vista».
Después de la destrucción del Indefatigable, Beatty alejó su fuerza, mientras que el 5.º Escuadrón de Batalla británico se acercó a los cruceros de batalla alemanes, y en consecuencia, abrieron fuego desde aproximadamente 17 000 m. El Von der Tann y el Moltke, los dos últimos del escuadrón de Hipper, fueron atacados por los tres principales acorazados británicos del 5.º EB: el Barham, el Valiant y el Malaya. Los cruceros de batalla alemanes comenzaron a zigzaguear para evitar los disparos de los barcos británicos. A las 17:09, seis minutos después de hundirse el Indefatigable, el Von der Tann fue alcanzado por un proyectil de 38 cm proveniente del Barham, que golpeó debajo de la línea de flotación y quitó una sección del blindaje del cinturón, lo que hizo que 600 toneladas de agua entrasen en el barco y que el mecanismo de conducción quedara temporalmente dañadoy, combinado con el zigzag del Von der Tann, hizo que se saliera de la línea hacia babor. La Historia Oficial alemana comentó que «se evitó la mayor calamidad de una avería completa del mecanismo de dirección, de lo contrario, el Von der Tann habría sido entregado en manos de los acorazados que se aproximaban como en el caso del Blücher durante la acción del Banco Dogger».

Mapas que muestran las maniobras de las flotas inglesas (azules) y alemanas (rojo) el 31 de mayo al 1 de junio de 1916.

A las 17:20, un proyectil de 34 cm proveniente del crucero de batalla Tiger golpeó la barbeta de la torreta A del Von der Tann, y en consecuencia, un trozo de placa de blindaje se desprendió del interior de la torreta y se quedó atascada en el mecanismo de giro de esta, lo que la bloqueó a 120 grados y la dejó fuera de servicio durante el combate. A las 17:23, el barco fue alcanzado nuevamente por un proyectil de 34 cm proveniente del Tiger, que golpeó cerca de la torreta C y mató a seis hombres, además de que agujereó la cubierta y creó suficientes escombros que impedían que la torreta girase, lo que la inhabilitó hasta que estos se pudieron quitar, y la sala de máquinas del timón de estribor también resultó dañada. El humo causado por un incendio por la quema de objetivos de práctica que se habían guardado debajo de la torreta oscureció el barco. Además, secciones de las redes antitorpedos se soltaron y se arrastraron detrás del barco, aunque no se engancharon en las hélices. El New Zealand, que había estado enfrentando al Von der Tann luego de la destrucción del Indefatigable, perdió de vista su objetivo y cambió el fuego al Moltke. A las 17:18, el rango al Von der Tann desde el Barham se había acortado a los 16 000 m, momento en el cual el primero abrió fuego contra el acorazado británico, y en consecuencia, poco después, a las 17:23, el Von der Tann registró un impacto sobre el Barham. Sin embargo, después de disparar solo veinticuatro proyectiles, el Von der Tann tuvo que regresar a su objetivo anterior, el New Zealand, porque sus torretas de proa y popa habían sido desactivadas desde entonces, y las del medio del barco ya no podían apuntar al Barham.
A las 18:15, los cañones de la última torreta activa se atascaron en sus montajes, lo que dejó al Von der Tann sin ningún armamento principal en funcionamiento. Independientemente, permaneció en la línea de batalla para distraer a los artilleros británicos. Como ya no podía disparar sus armas principales, el Von der Tann pudo maniobrar de manera errática, de modo que pudo evitar los disparos británicos. A las 18:53, la velocidad del barco cayó de 26 nudos (48 km/h) a 23 nudos (43 km/h). Más de una hora y media después de haber fallado debido a dificultades mecánicas, la torreta D fue reparada y nuevamente lista para la acción. El Von der Tann sufrió su cuarto y último impacto pesado a las 20:19, cuando un proyectil de 38 cm proveniente del Revenge golpeó la torre de mando de popa, lo que causó que trozos de los proyectiles penetraran en esta, y en consecuencia, mataran al tercer oficial de artillería y a los operadores del telémetro e hirieran a todos los demás tripulantes de la torre. Además, otros fragmentos del proyectil y otros escombros cayeron sobre el condensador a través del conducto de ventilación, lo que realizó un apagón en toda la nave. Once minutos más tarde, a las 20:30, la torreta B estaba nuevamente lista para la acción, y a las 21:00, la torreta C también estaba en funcionamiento. Sin embargo, ambas de las torretas del medio del barco sufrieron más dificultades mecánicas que las dejaron fuera de acción más tarde durante la batalla.

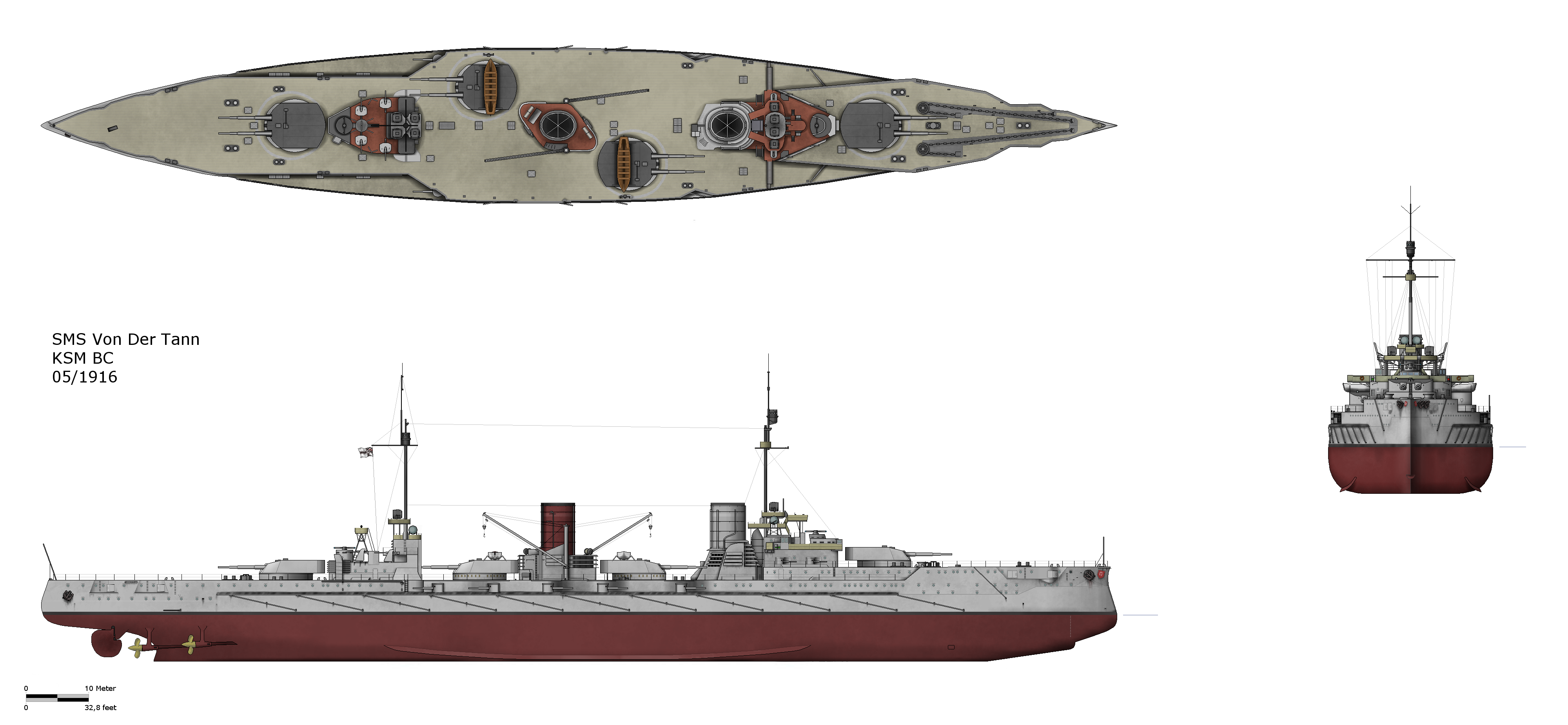
El Von der Tann en su configuración en Jutlandia.

Aproximadamente a las 22:15, Hipper, con su bandera ahora en el Moltke, ordenó a sus cruceros de batalla que aumentaran la velocidad a 20 nudos y que retrocedieran hacia la retaguardia de la principal línea alemana. Ni el Derfflinger, debido al daño de la batalla, ni el Von der Tann, debido a la suciedad de los fuegos de su caldera, pudieron vaporizar a más de 18 nudos. Estos dos últimos barcos tomaron posiciones a popa del II Escuadrón, y más tarde, a las 00:05, se les unieron los viejos pre-dreadnoughts Schlesien y Schleswig-Holstein. A las 03:37, el destructor británico Moresby disparó un torpedo a la retaguardia de la línea alemana; esto pasó muy cerca de la proa del Von der Tann y lo obligó a virar bruscamente a estribor para evitar ser alcanzado. Cerca del final de la batalla, a las 03:55, Hipper transmitió un informe al almirante Scheer en el que le informaba del tremendo daño que habían sufrido sus naves. En ese momento, el Derfflinger y el Von der Tann tenían cada uno solo dos cañones en funcionamiento, el Moltke se inundó con mil toneladas de agua y el Seydlitz sufrió graves daños. Hipper informó: «Por lo tanto, el I Grupo de Reconocimiento ya no tenía ningún valor para un enfrentamiento serio y, en consecuencia, el comandante en jefe le ordenó que regresara al puerto, mientras él mismo determinaba esperar los acontecimientos frente a Horns Reef con la flota de batalla».
Durante el transcurso de la batalla, dos de las torretas principales del Von der Tann fueron derribadas por disparos británicos, mientras que las otras dos sufrieron fallas mecánicas. El barco estaba disparando tan rápido que varios de los cañones principales en las torretas centrales del barco se sobrecalentaron y se atascaron en sus deslizadores de retroceso, y no pudieron volver a funcionar. El Von der Tann estuvo sin su batería principal durante once horas, aunque tres torretas se restauraron para que funcionaran antes del final de la batalla; la torreta D solo después de cortar mucho el metal doblado con antorchas de oxiacetileno; después, las armas pudieron funcionar solamente a mano. Sus bajas ascendieron a once muertos y treinta y cinco heridos. Durante la batalla, el Von der Tann disparó 170 proyectiles pesados y 98 proyectiles de calibre secundario.

#### Acciones posteriores
Después de Jutlandia, se sometió a trabajos de reparación desde el 2 de junio hasta el 29 de julio, y una vez estos acabados, regresó a la flota, donde participó en varias incursiones infructuosas en el mar del Norte en 1916. Durante la primera de ellas, llevada a cabo del 18 al 19 de agosto, el Von der Tann fue uno de los dos cruceros de batalla alemanes restantes que aún se encontraban en condiciones de combate (junto con el Moltke), por lo que se asignaron tres acorazados al I Grupo de Reconocimiento para la operación: el Markgraf, el Großer Kurfürst y el Bayern, y tenían como objetivo bombardear la ciudad costera de Sunderland, en un intento de atraer y destruir los cruceros de batalla de Beatty, mientras que el almirante Scheer y el resto de la Flota de Alta Mar, con quince acorazados propios, seguirían detrás, proporcionando cobertura. Los británicos estaban al tanto de los planes alemanes y enviaron a la Gran Flota para enfrentarlos. A las 14:35, Scheer había sido advertido del acercamiento de la Gran Flota y, no dispuesto a enfrentarse a toda esta solo once semanas después del final de la batalla de Jutlandia, dio la vuelta a sus fuerzas y se retiró a los puertos alemanes.
Se llevaron a cabo más incursiones del 25 al 26 de septiembre, del 18 al 19 de octubre, del 23 al 24 de octubre, así como del avance del 23 al 24 de marzo de 1917; ninguno de estos resultó en acción con las fuerzas británicas. El capitán Konrad Mommsen relevó a Zenker en abril. El Von der Tann sirvió como buque insignia del contralmirante Ludwig von Reuter durante el avance de la flota a Noruega del 23 al 25 de abril de 1918, así como en la salida del 8 al 9 de julio.

### Destino

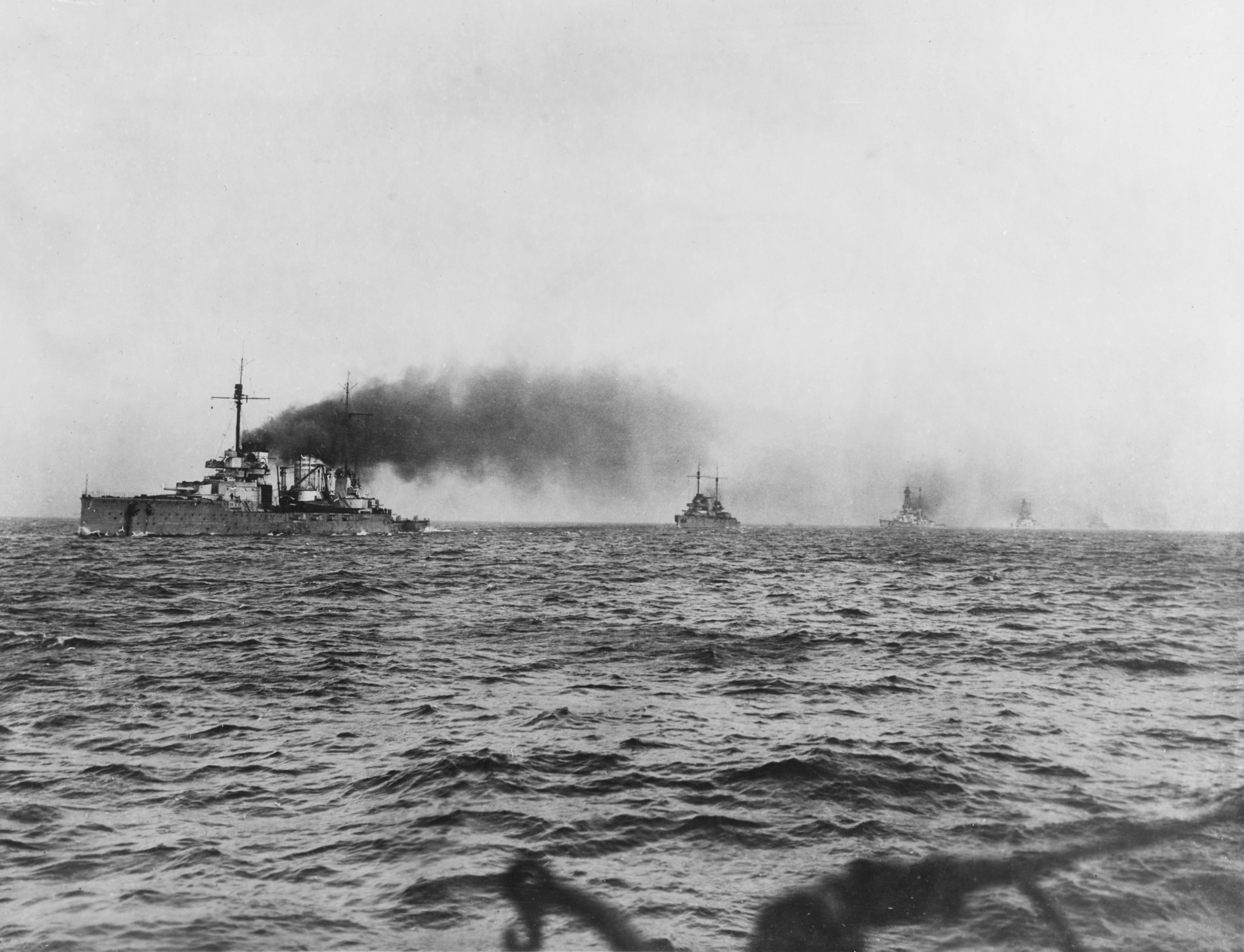
Los cruceros de batalla alemanes navegando hacia Scapa Flow. El Von der Tann es el quinto barco de la línea, detrás del Seydlitz, el Moltke, el Hindenburg y el Derfflinger.

El Von der Tann debía haber participado en una acción naval final a finales de octubre de 1918, días antes de que entrara en vigor el Armisticio. La mayor parte de la Flota de Alta Mar debía haber salido de su base en Wilhelmshaven para enfrentarse a la Gran Flota británica; Scheer, ahora el gran almirante (Grossadmiral) de la flota, tenía la intención de infligir el mayor daño posible a la armada británica, con el fin de mantener una mejor posición de negociación para Alemania, a pesar de las bajas previstas. Mientras la Flota de Alta Mar se consolidaba en Wilhelmshaven, los marineros comenzaron a desertar en masa. Cuando el Von der Tann y el Derfflinger atravesaban las esclusas que separaban el puerto interior de Wilhelmshaven y la rada, unos trescientos hombres de ambos barcos saltaron por la borda y desaparecieron en tierra. En la mañana del 29 de octubre de 1918, se dio la orden de zarpar de Wilhelmshaven al día siguiente, y a partir de la noche del 29 de octubre, los marineros del Thüringen y luego de varios otros acorazados se amotinaron, lo que obligó a Hipper y Scheer a cancelar la operación. Informado de la situación, el Káiser declaró «ya no tengo marina».
Tras la capitulación de Alemania en noviembre de 1918, la mayor parte de la Flota de Alta Mar, bajo el mando de Reuter, fue internada en la base naval británica en Scapa Flow. Antes de la salida de la flota alemana, el almirante Adolf von Trotha dejó claro a von Reuter que no podía permitir que los aliados se apoderaran de los barcos, bajo ninguna circunstancia. La flota se reunió con el crucero ligero británico Cardiff, que condujo los barcos hasta la flota aliada, formada en unos 370 buques de guerra británicos, estadounidenses y franceses, que debía escoltar a los alemanes hasta Scapa Flow. Una vez que los barcos fueron internados, sus armas se desactivaron mediante la eliminación de los cerrojos, y sus tripulaciones se redujeron a doscientos oficiales y hombres alistados. El Von der Tann fue internado en Scapa Flow bajo el mando del Kapitän-Leutnant Wollante. Mientras estaba en Scapa Flow, se formó un consejo de soldados a bordo del barco; este tomó el control dictatorial completo del barco durante el tiempo que duró el internamiento.
La flota permaneció en cautiverio durante las negociaciones que finalmente produjeron el Tratado de Versalles. Von Reuter creía que los británicos tenían la intención de apoderarse de los barcos alemanes el 21 de junio de 1919, fecha límite para que Alemania firmara el tratado de paz. Sin saber que el plazo se había extendido hasta el día 23, Reuter ordenó que los barcos se hundieran en la próxima oportunidad. En la mañana del 21 de junio, la flota británica partió de Scapa Flow para realizar maniobras de entrenamiento, y a las 11:20 Reuter transmitió la orden a sus barcos, y como resultado, el barco se hundió en dos horas y quince minutos. La tarea de reflotar al Von der Tann fue asegurada por la compañía de salvamento Ernest Cox. Durante el trabajo de preparación, tres trabajadores casi murieron cuando sus cortadores de oxiacetileno provocaron una gran explosión, que abrió agujeros en el navío aún sumergido y permitió que entrara agua en el compartimento que había sido vaciado con aire comprimido; cuando los hombres fueron rescatados, este se había llenado casi por completo y los trabajadores estaban con el agua hasta el cuello. Sin embargo, el barco fue reflotado con éxito el 7 de diciembre de 1930, y desguazado en Rosyth por la Alloa Shipbreaking Company a partir de 1931.